# Bahnhof Canberra

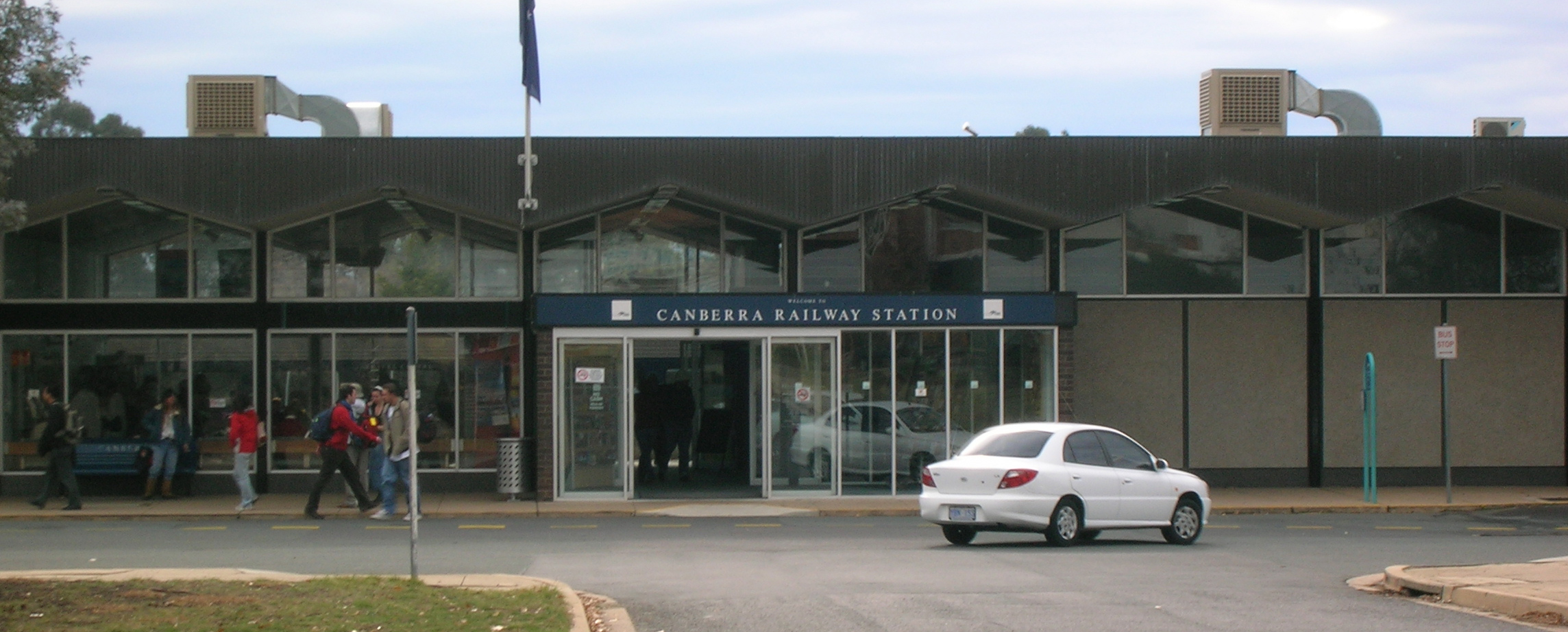
Vordereingang des Bahnhofs

Der Bahnhof Canberra befindet sich im Stadtteil Kingston der australischen Hauptstadt Canberra. Er ist Endstation der Züge der Bahngesellschaft CountryLink von und nach Sydney.
Unmittelbar nach der Gründung von Canberra im Jahr 1913 begannen die Bauarbeiten an einer neuen Bahnverbindung zwischen Queanbeyan und der zukünftigen Hauptstadt. Die Strecke wurde im Auftrag der australischen Bundesregierung vom Ministerium für öffentliche Arbeiten des Staates New South Wales errichtet und am 25. Mai 1914 eröffnet, zunächst nur für den Güterverkehr.
Der ursprüngliche Überbauungsplan von Walter Burley Griffin sah eine Eisenbahnverbindung in den Stadtteil City Centre, dem eigentlichen Stadtzentrum, vor. Die Bauarbeiten begannen im Dezember 1920 unter der Leitung der Eisenbahnkommission von New South Wales. Die Strecke wurde am 15. Juni 1921 eröffnet. Sie zweigte kurz vor dem heutigen Bahnhof ab, überquerte den Molonglo River und endete am heutigen Garema Place. Etwas weiter nördlich, im Stadtteil Braddon, befand sich ein kleiner Güterbahnhof.
Im Juli 1922 wurde die temporäre Holzbrücke bei einer Überschwemmung des Molonglo River zerstört. Die Brücke ist nie wieder instand gestellt worden und die Strecke endet seit dem 21. April 1924 am heutigen Standort. Als 1927 Canberra den Status der Hauptstadt Australiens erhielt, wurde das Zugangebot mit der Einführung von Schlafwagenzügen, die in Goulburn einen Anschluss an die Züge nach Melbourne herstellten, merklich verbessert. 1966 ersetzte man das ursprüngliche Bahnhofsgebäude durch einen Neubau.